# Vahida Maglajlić
Vahida Maglajlić (Banja Luka, 14. travnja 1907. – Bosanski Novi, 1. travnja 1943.), bosanskohercegovačka antifašistkinja i narodna heroina Jugoslavije.

## Životopis
Vahida je rođena 1907. godine u  Banjoj Luci. Bila je najstarija kćerka među desetoro djece oca Muhameda i majke Ćamile. Porijeklom je iz bogate, dobro situirane obitelji, ali je kao i njena braća svojim životnim putem pokazala borbu za ravnopravnost i antifašizam. Završila je Žensku stručnu školu u rodnom gradu. U mladosti je pokazivala naklonost u borbi za prava žena i za komunističku partiju. Uključila se u Ženski pokret, gdje je bila i rukovoditelj. Učestvovala je u sakupljanju sredstava za organizaciju Crvena pomoć. U članstvo Komunističke partije Jugoslavije primljena je svibnja 1941. godine.
Listopada 1941, je uhićena, mučena i određena za trajniji zatvor, ali je 20. prosinca 1941. zajedno s Danicom Marić, pobjegla iz zatvora. Krajem 1941. odlazi na na teritoriju oslobođenu od fašista u partizanski odred na planini Čemernici.
Djelovala je među ženama Kozare, Grmeča i Cazinske krajine radeći na osnivanju Antifašističkog fronta žena u Podgrmeču. Na Prvoj konferenciji Antifašističkog fronta žena Jugoslavije, održanoj 6. prosinca 1942. u Bosanskom Petrovcu, izabrana je u članstvo Centralnog odbora. 
Poginula je 1. travnja 1943. u selu Velika Rujiška, kod Bosanskog Novog. Poslije rata njeni posmrtni ostaci su preneseni na Partizansko spomen-groblje u Banjoj Luci. Ukazom Prezidijuma Narodne skupštine Federativne Republike Jugoslavije 20. prosinca 1951. godine, proglašena je za narodnu heroinu. Njen brat Munib Maglajlić je poginuo 1943. godine, a brat Šefket Maglajlić je bio narodni heroj.
Jedno vrijeme ime Vahide Maglajlić nosila je osnovna škola u naselju Arapuša kod Bosanske Krupe i Srednja medicinska škola u Banjoj Luci. Spomen-biste narodnih heroja Šefketa Maglajlića i Vahide Maglajlić nalaze se u Banjoj Luci u parku u središtu grada, u blizini hotela Bosna. Banjalučka ulica Vahide Maglajlić, od tranzitne ceste ka Jajcu i Bosanskoj Gradiški do danas zapuštenog Partizanskog spomen groblja u Pobrđu, od 1992, ne nosi njeno ime.
U Sarajevu, u naselju Dobrinja kod OŠ Osman Nuri Hadžić nalazi se Ulica Vahide Maglajlić. Hrabrost i samoodređenost Vahide Maglajlić inspirisale su Palestinca El Helou Mohameda da sastavi brošuru s njenim likom na naslovnici, kako bi služila kao primjer ženama Palestinskog oslobodilačkog pokreta.

## Vanjske povezice
- Šta je meni antifašizam,
- Heroina Vahida Maglajlić kao uzor Palestinkama,
- Pet narodnih heroina u Historijskom muzeju, [neaktivna poveznica]
- Medicinska škola Banja Luka,   Arhivirana inačica izvorne stranice od 13. veljače 2021. (Wayback Machine)